# Séminaire de Bamberg
Le séminaire de Bamberg est un ancien séminaire catholique destiné à la formation de futurs prêtres diocésains situé à Bamberg en Allemagne et dépendant de l'archidiocèse de Bamberg. L'édifice abrite aujourd'hui la maison diocésaine de Bamberg.

## Histoire
Le séminaire est fondé en 1586 sous le nom de seminarium Ernestinum par le  prince-évêque de Bamberg, Ernst von Mengersdorf. Il s'installe dans l'ancien couvent des carmélites. Plus tard, l'édifice est confié aux jésuites. Un nouveau séminaire est construit en 1927-1928 sous l'égide de Johann Baptist Dietz.

## Aujourd'hui
Les candidats au sacerdoce issus de l'archidiocèse de Bamberg étudient depuis 2007 au séminaire de Wurtzbourg et suivent les cours de philosophie et de théologie à l'université de Wurtzbourg. Ne demeurent à Bamberg depuis 2008 que les élèves de la première année de propédeutique en théologie originaires de l'archidiocèse de Bamberg ; de même que les étudiants originaires des diocèses d'Allemagne de l'Est sont hébergés à Erfurt et ceux du sud de la Bavière à Passau.